# Маррадас, Бальтазар фон
Бальтазар фон Маррадос-и-Вич (исп. Baltasar Marradas y Vich ; 28 ноября 1560, Валенсия — 12 августа  1638, Прага) — испанский дворянин, имперский граф, военачальник, государственный и военный деятель Священной Римской Империи, Губернатор Богемии, Фельдмаршал (1626). Участник Тридцатилетней войны.

## Биография

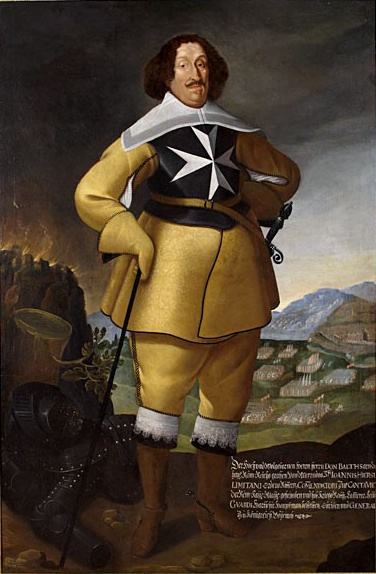
Бальтазар фон Маррадос-и-Вич

Сын Гаспара де Маррадаса Солера (ум. 1569), барона Саллента и вице-короля Майорки.
В молодости вступил в орден Госпитальеров. В начале Тридцатилетней войны был назначен кавалерийским полковником . В 1599 году прибыл ко двору императора Рудольфа II, получил звание военного советника. В 1606 году был назначен камергером будущего императора Фердинанда II.
Во время Ускокской войны (1617) сражался против Венецианской республики. В 1618 году вступил в войну во главе испанского кавалерийского полка против восставших чешских сословий, участвовал в Белогорской битве и прикрывал отступление императорской армии под командованием фельдмаршала Бюкуа. За храбрость Фердинанд II в июне 1619 года произвёл его в генерал-фельдвахтмейстеры. В 1621 году был возведён в сан имперского графа.
В 1622 году получил звание генерал-полковника кавалерии, в течение следующих двух лет сражался в Венгрии против антигабсбургского восстания Габора Бетлена.
После назначения Валленштейна главнокомандующим в 1625 году Маррадасу пришлось временно уйти со своего поста. В 1626 году он вернулся в армию фельдмаршалом. В 1630 году после свержения Валленштейна, Маррадас стал советником императора.
Осенью 1631 года без боя сдал Прагу наступающим саксонским войскам под командованием Ганса Георга фон Арним-Бойценбурга. После последовавших неудач в Силезии по наущению Валленштейна был снят с постов в 1632 году . В более ранних исследованиях Маррадас считался одним из вдохновителей убийства Валленштейна в феврале 1634 года. Более поздние исследования видят в нём лишь противника генералиссимуса, который, однако, не принадлежал к близкому кругу заговорщиков против Валленштейна.